# Народна скупштина (Француска револуција)
Народна или Национална скупштина у Француској за време Револуције формирана је 13. јуна 1789. године од стране посланика трећег сталежа. Трајала је до 9. јула када је преименована у Националну уставотворну скупштину.

## Увод
Скупштина Државних сталежа отворена је 5. маја 1789. године. Влада је свесно учинила све да би истакла своје потцењивање трећег сталежа. За посланике првог и другог сталежа била је у двору приређена забава и они су се представљали краљу у оделу извезеном златом и сребром. Посланици трећег сталежа појавили су се у скромним црним оделима и пуштени су кроз споредан улаз. Пријем се састојао у томе да су брзо пролазили кроз краљеву спаваћу собу. На дан отварања скупштине нису их пустили да уђу кроз главна врата, већ су у дворану ушли кроз уска, побочна.

## Проглашење скупштине
Посланици трећега сталежа обратили су се повлашћенима са предлогом да образују заједничку комисију за оверавање пуномоћја свих посланика. Њихов предлог је одбијен и повлашћени су сами образовали комисију. Тада су посланици трећег сталежа изјавили да они неће приступити раду све док се то питање не реши онако како народ жели да оно буде решено. Отпочели су преговори који су се одуговлачили месец и по дана. 12. јуна посланици трећега сталежа сами су приступили проверавању пуномоћја посланика, наредних дана њима су пришла три свештеника, а 17. јуна посланици трећега сталежа прогласили су себе за Народну скупштину.

## Захтеви
Посланици трећег сталежа су 17. јуна одлучили:
1)Сваки прилив пореза престаће оног дана када Народна скупштина буде приморана да се разиђе.
2)Државни дуг нација узима на своје јемство
3)Одмах се мора образовати одбор за снабдевање. 
Образовање Народне скупштине изазвало је расцеп у табору повлашћених. 19. јуна је трећем сталежу пришло ниже племство. 20. јуна посланици трећег сталежа затекли су зграду у којој се обично састају затворену. Шест стотина посланика у црном, под пљуском су тада кренули да потраже склониште. Упућени су на једну дрвену бараку у коју су се дворјани забављали играјући лопте. Ту су се сви, сем једног посланика, заклели да се неће разилазити све док се у Француској не донесе устав. Ова вест убрзо се проширила по читавој Европи. 

## Седница у краљевом присуству
Луј XVI је сазвао свечану седницу за 23. јуни. Тога дана, посланици су морали чекати више од сата пре него што су их пустили у дворану. Краљ је дошао окружен својом сјајном пратњом надајући се да ће тако заплашити посланике трећег сталежа. Он је пребацивао посланицима да ништа не раде и ставио ван снаге одлуке које су донесене 17. јуна. 
„Ја вам наређујем, господо, да се одмах разиђете, а сутра изјутра да се сваки сталеж посебно састане у одређеним палатама, ради настављања рада“. 
Када је маршал двора дошао да их подсети на краљево наређење, Мирабо се са негодовањем подигао и изјавио: „Идите и реците своме господару да смо ми овде по вољи народа и да нас одавде могу уклонити само помоћу бајонета“. Војници који су дошли да бајонетима растерају посланике нису се усудили да то учине јер су се на вратима испречили племићи-официри који су пришли трећем сталежу после краљевог говора. После седнице у краљеву присуству, многи свештеници и племићи прешли су у табор трећег сталежа.
Ускоро – 9. јула – Народна скупштина се прогласила за уставотворну.